# Festuca alpina
Festuca alpina är en gräsart som beskrevs av Johann Rudolf Suter. Festuca alpina ingår i släktet svinglar, och familjen gräs. Inga underarter finns listade i Catalogue of Life.